# Kirsten Peüliche
Kirsten Peüliche (født 23. august 1943 i København) er en dansk skuespillerinde og teaterinstruktør.
Hun er uddannet fra Aalborg Teaters Elevskole i 1966 og har gennem en årrække nok været mest kendt for sine roller på revy-scenerne, primært Hjørringrevyen. I de senere år har hun mere og mere helliget sig arbejdet som instruktør, bl.a. på Aalborg Teater, Aarhus Teater og Det Danske Teater.
I tv har hun bl.a. medvirket i Huset på Christianshavn og Dansk Naturgas, samt to julekalendere, Nissebanden og Nissebanden i Grønland.
Hun har været gift med skuespiller og teaterdirektør Per Pallesen. De har sammen døtrene Trine Pallesen og Sofie Pallesen, begge skuespillerinder.

## Filmografi
- Nyhavns glade gutter (1967)
- Tænk på et tal (1969)
- Farlig sommer (1969)
- Black-out - 1970
- I morgen, min elskede (1971)
- Pas på ryggen, professor (1977)
- Det gode og det onde (1975)
- Hærværk (1977)
- Hvem myrder hvem? (1978)
- Midt om natten (1984)
- Flamberede hjerter (1986)
- Sirup (1990)
- Hvordan vi slipper af med de andre (2007)
- Wonderful Copenhagen (2018)